# دوسه
دوسه (به آلمانی: Döse) یک منطقهٔ مسکونی در آلمان است که در Amt Ritzebüttel واقع شده‌است. دوسه ۱۲٬۷۷۳ نفر جمعیت دارد.